# Fonction chi de Legendre
Pour les articles homonymes, voir Legendre.

Tracés de fonctions chi de Legendre

En mathématiques, la fonction chi de Legendre est définie par
{\displaystyle \chi _{\nu }(z)=\sum _{k=0}^{\infty }{\frac {z^{2k+1}}{(2k+1)^{\nu }}}}.
La notation χ viendrait de l'ouvrage A treatise on the integral calculus de Joseph Edwards de 1922, Legendre lui-même utilisant la lettre ϕ pour désigner χ2, trop commune pour être réutilisée sans risque de confusion.

## Valeurs spéciales
{\displaystyle \chi _{2}(\mathrm {i} )=\mathrm {i} K} (constante de Catalan)
{\displaystyle \chi _{2}({\sqrt {2}}-1)={\frac {1}{16}}\pi ^{2}-{\frac {1}{4}}\ln({\sqrt {2}}+1)^{2}}
{\displaystyle \chi _{2}({\frac {1}{\varphi }})={\frac {1}{12}}\pi ^{2}-{\frac {3}{4}}[\ln(\varphi )]^{2}}
{\displaystyle \chi _{2}({\sqrt {5}}-2)={\frac {1}{24}}\pi ^{2}-{\frac {3}{4}}[\ln(\varphi )]^{2}}
{\displaystyle \chi _{2}(-1)=-{\frac {\pi ^{2}}{8}}}
{\displaystyle \chi _{2}(1)={\frac {\pi ^{2}}{8}}}

## Liens avec d'autres fonctions spéciales
La transformée de Fourier discrète de la fonction chi de Legendre relativement à l'ordre {\displaystyle \nu } est la fonction zêta de Hurwitz.  
La fonction chi de Legendre est un cas particulier de la fonction transcendante de Lerch {\displaystyle \Phi } :
{\displaystyle \chi _{\nu }(z)=2^{-\nu }z\,\Phi (z^{2},\nu ,1/2)}.
et est aussi liée aux fonctions polylogarithmiques :
{\displaystyle \chi _{\nu }(z)={\frac {1}{2}}\left[\mathrm {Li} _{\nu }(z)-\mathrm {Li} _{\nu }(-z)\right]=\mathrm {Li} _{\nu }(z)-2^{-\nu }\mathrm {Li} _{\nu }(z^{2})}.
On a également 
{\displaystyle \chi _{\nu }(1)=\lambda (\nu )} (fonction lambda de Dirichlet)
{\displaystyle \chi _{\nu }(\mathrm {i} )=\mathrm {i} \beta (\nu )} (fonction bêta de Dirichlet)

## Identités
Pour ν = 2, on a une relation établie par Landen, et redécouverte par Euler et Legendre:
{\displaystyle \chi _{2}\left({\frac {1-x}{1+x}}\right)+\chi _{2}(x)={\frac {\pi ^{2}}{8}}+{\frac {1}{2}}\ln(x)\ln \left({\frac {1+x}{1-x}}\right).}
On a aussi
{\displaystyle \chi _{2}(x)+\chi _{2}\left({\frac {1}{x}}\right)={\frac {\pi ^{2}}{4}}-{\frac {\mathrm {i} \pi }{2}}\ln |x|.}
{\displaystyle {\frac {\mathrm {d} }{\mathrm {d} x}}\chi _{2}(x)={\frac {{\rm {arctanh\,}}x}{x}}.}

## Représentation intégrales
{\displaystyle \chi _{2}(x)={\frac {1}{2}}\int _{0}^{x}\ln \left({\frac {1+t}{1-t}}\right){\frac {\mathrm {d} t}{t}}}
{\displaystyle \chi _{2}(x)=\int _{0}^{\pi /2}\arcsin(x\sin \theta )\,\mathrm {d} \theta }
{\displaystyle \int _{0}^{\pi /2}\arctan(r\sin \theta )\,\mathrm {d} \theta =-{\frac {1}{2}}\int _{0}^{\pi }{\frac {r\theta \cos \theta }{1+r^{2}\sin ^{2}\theta }}\,\mathrm {d} \theta =2\chi _{2}\left({\frac {{\sqrt {1+r^{2}}}-1}{r}}\right)}
{\displaystyle \int _{0}^{\pi /2}\arctan(p\sin \theta )\arctan(q\sin \theta )\,\mathrm {d} \theta =\pi \chi _{2}\left({\frac {{\sqrt {1+p^{2}}}-1}{p}}\cdot {\frac {{\sqrt {1+q^{2}}}-1}{q}}\right)}
{\displaystyle \int _{0}^{\alpha }\int _{0}^{\beta }{\frac {\mathrm {d} x\,\mathrm {d} y}{1-x^{2}y^{2}}}=\chi _{2}(\alpha \beta )\qquad {\rm {si}}~~|\alpha \beta |\leq 1}